# Špinka
Špinka är en sjö i Tjeckien.   Den ligger i regionen Hradec Králové, i den nordöstra delen av landet, 130 km öster om huvudstaden Prag. Špinka ligger 453 meter över havet.